# Римски протоколи
Римските протоколи са група от международни споразумения, подписани на 17 март 1934 г. в Рим между Италия, Австрия и Унгария. Целят да запазят статуквото в Централна Европа и най-вече да предотвратият аншлуса на Австрия.  Актът довежда до охлаждане на итало-германските отношения, от което се възползва Франция.
Като геополитическо следствие от пакта през април 1934 г. между Италия и Франция се подписва търговска спогодба. Франция проектира създаването на Средиземноморски пакт между Франция, Италия и Югославия. При подписването на спогодбата на френската делегация е връчена покана от Бенито Мусолини френският външен министър Луи Барту да посети Рим.
Германия, в опит да преодолее изолацията, търси начин да изглади противоречията си с Италия относно Австрия. На 14 юни 1934 г. във Венеция пристига Адолф Хитлер, посрещнат на летището от Мусолини. Срещата продължава 2 дни, но противоречията по въпроса за бъдещето на Австрия остават нерешени.